# Yellowman (dulce)

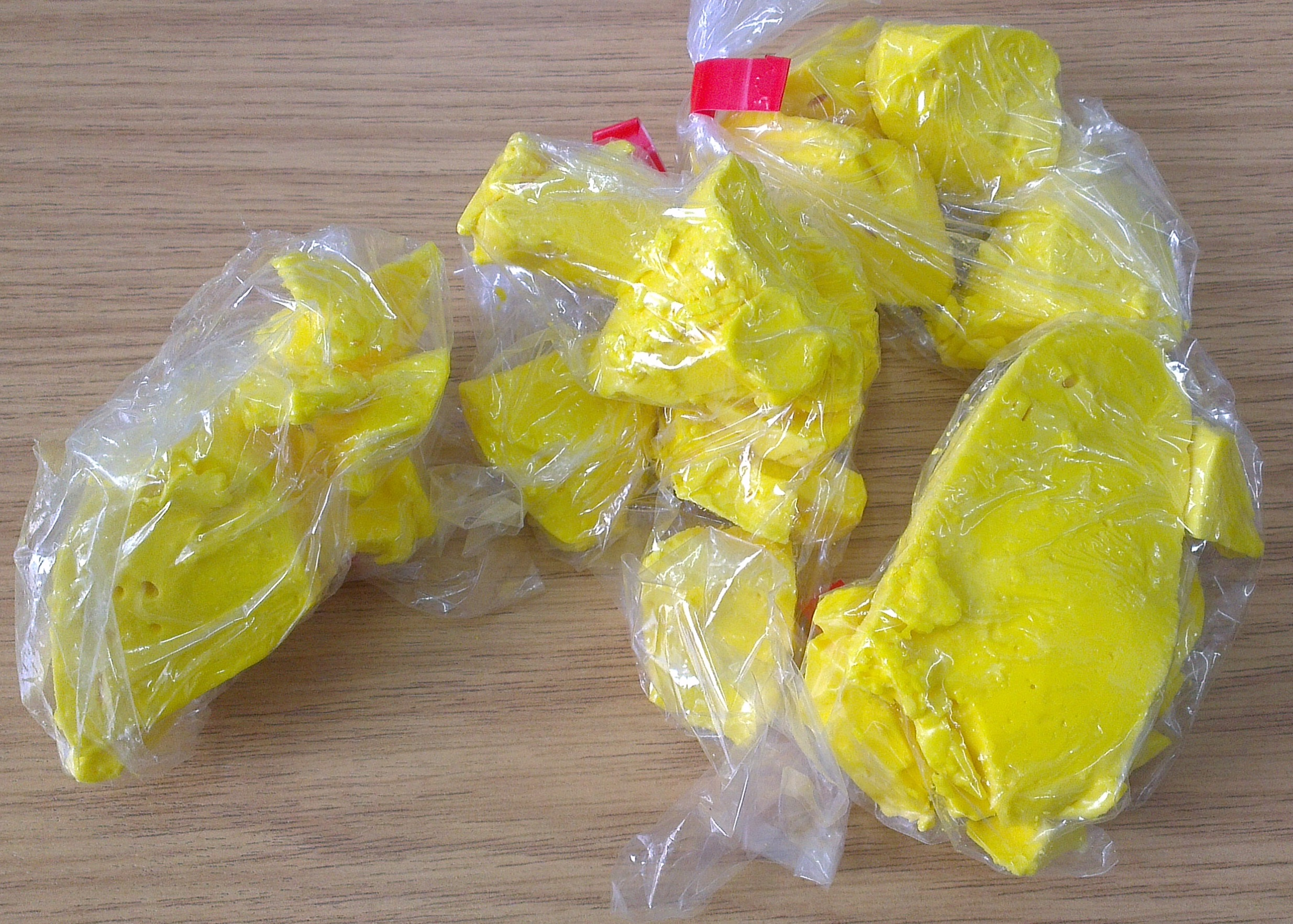

Yellowman es una especie de toffee típica de la cocina irlandesa, y tradicionalmente preparada para la fiesta de Lammas, el último martes de agosto.